# Sarcophaga hugoi
Sarcophaga hugoi är en tvåvingeart som beskrevs av Thomas Pape 1996. Sarcophaga hugoi ingår i släktet Sarcophaga och familjen köttflugor.
Artens utbredningsområde är Vanuatu. Inga underarter finns listade i Catalogue of Life.